# Randolph Scott
George Randolph Crane Scott (* 23. Januar 1898 im Orange County, Virginia; † 2. März 1987 in Beverly Hills, Kalifornien) war ein US-amerikanischer Filmschauspieler. Seine Karriere erstreckte sich vom Ende des Stummfilms Ende der 1920er Jahre bis in die frühen 1960er, wobei er zeitweise einer der kommerziell erfolgreichsten Hollywood-Stars war. Seine hohe Popularität erreichte Scott vor allem als schweigsamer, furchtlos wirkender Protagonist in Western, wobei insbesondere seine Zusammenarbeit mit dem Regisseur Budd Boetticher als bemerkenswert gilt.

## Leben und Karriere
Randolph Scott wurde in eine wohlhabende Familie schottischer Herkunft geboren und besuchte in seinem Heimat-Bundesstaat Virginia die Privatschule Woodberry Forest School, wo er bereits in jungen Jahren als exzellenter Sportler auffiel. Von 1917 bis 1919 diente Scott während des Ersten Weltkrieges bei der United States Army und war in Kämpfe in Frankreich involviert. Während seines Dienstes erwarb er auch Kenntnisse im Reiten und im Gebrauch von Feuerwaffen, die ihm bei seiner späteren Karriere als Western-Filmstar halfen. Nach seiner Entlassung aus dem Militär studierte er an der Georgia Tech und an der University of North Carolina. Er erwarb einen Abschluss als Ingenieur und war einige Jahre in dem Beruf tätig, ehe er sich um 1927 entschied, Schauspieler zu werden und hierfür nach Hollywood zog.
Während eines gemeinsamen Golfspiels lernte er den Ölmagnaten und Filmproduzenten Howard Hughes kennen, der ihm anschließend eine erste kleine Rolle in seiner Produktion Sharp Shooters aus dem Jahr 1928 vermittelte. Filmhistoriker wiesen darauf hin, dass Scotts Vater mit Howard Hughes bekannt war und das Treffen wohl mehr oder weniger arrangierte. In den folgenden Jahren war Scott in kleinen Rollen eingesetzt, der erhoffte Durchbruch blieb zunächst aus. Cecil B. DeMille wollte ihn mangels Erfahrung nicht für eine Hauptrolle besetzen und empfahl ihm, professionellen Schauspielunterricht zu nehmen. Er wurde Anfang der 1930er-Jahre Mitglied beim Pasadena Playhouse, wo er Schauspielunterricht erhielt und gleichzeitig in Theaterproduktionen mitwirkte. Seine erste Hauptrolle hatte er 1931 in dem B-Film Women Men Marry, im darauffolgenden Jahr erhielt er von Paramount Pictures einen Studiovertrag. Später arbeitete Sott parallel auch für RKO Radio Pictures.
Mit seiner hochgewachsenen, schlanken Statur, einem Südstaaten-Akzent und einer maskulinen Ausstrahlung war Scott für Western prädestiniert. Seine erste Western-Hauptrolle hatte er 1932 in Heritage of the Desert. Er spielte in den 1930er-Jahren bei Paramount in einer längeren Reihe von B-Western, die oftmals auf Vorlagen des Schriftstellers Zane Grey basierten. Daneben setzte Paramount ihn auch in Filmen anderer Genres ein, wenn auch oft nur in Nebenrollen oder als zweiter Hauptdarsteller. Scott war zweimal an der Seite von Shirley Temple zu sehen, in Shirley auf Welle 303 sowie Fräulein Winnetou. Bei RKO spielte er neben dem Leinwandpaar Fred Astaire und Ginger Rogers in den Musicals Roberta und Marine gegen Liebeskummer. Außerdem war er Leading Man an der Seite von Margaret Sullavan in Die Farm am Mississippi, Irene Dunne in High, Wide, and Handsome und Mae West in Auf in den Westen. Einen seiner größten persönlichen Erfolge in dieser Zeit erzielte er 1936 mit seiner Darstellung von Falkenauge in Der Letzte der Mohikaner nach dem gleichnamigen Roman von James Fenimore Cooper. Waren viele andere Western aus dieser Zeit mit Scott eher billig gedreht, wurde dieser Film mit deutlich mehr Aufwand produziert und lief gut an den Kinokassen.

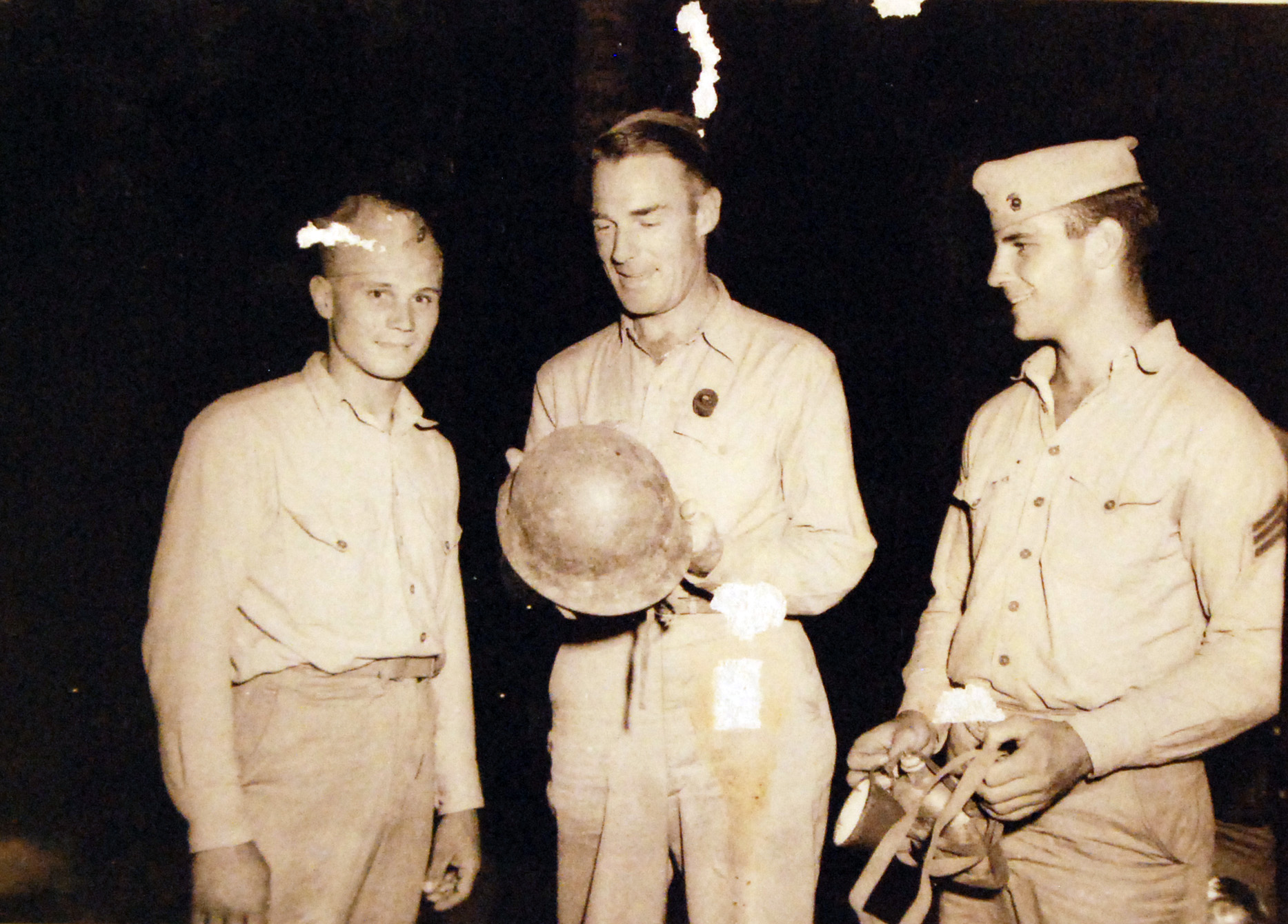
Randolph Scott (Mitte) bei einem Truppenbesuch im Südpazifik im Dezember 1942

1939 wechselte Scott von Paramount zu 20th Century Fox, wo er eine seiner ersten Rollen in dem A-Western Jesse James, Mann ohne Gesetz an der Seite von Tyrone Power und Henry Fonda hatte. Er spielte hierin einen Marshal, der die von Power und Fonda dargestellten James-Brüder jagt, aber dennoch ein positiv gezeichneter Charakter ist. Eine ähnlich gelagerte Rolle als sympathischer Antagonist des Helden, der Vertreter von Recht und Ordnung ist, hatte er ein Jahr später in Goldschmuggel nach Virginia, wo er hinter Errol Flynn und Miriam Hopkins an dritter Stelle im Vorspann gelistet wurde. Ebenfalls 1940 spielte er in der Screwball-Komödie Meine Lieblingsfrau eine größere Nebenrolle als Rivale des von Cary Grant gespielten Hauptcharakters um die Zuneigung von Irene Dunne. 1941 war er in Fritz Langs Western Überfall der Ogalalla als ehemaliger Bandit, der nicht von seiner Vergangenheit losgelassen wird, zu sehen – für diese Darstellung verglich ihn Kritiker Bosley Crowther mit dem Stummfilm-Westernhelden William S. Hart in Aussehen und Auftreten. Scott fand zunehmend seine ihn prägende Leinwandpersönlichkeit als Western-Star: er spielte lakonische, ruhige und nicht viele Worte machende Westerner, die aber im entscheidenden Moment schnell die Waffe ziehen konnten. 1942 spielte er in zwei Filmen des Produzenten Charles K. Feldman jeweils an der Seite von Marlene Dietrich und John Wayne: in Die Freibeuterin und Pittsburgh rivalisierten er und Wayne um die Zuneigung von Dietrich, insbesondere am Ende von Die Freibeuterin gibt es eine sehenswerte Prügelei zwischen den beiden. Während des Zweiten Weltkrieges spielte Scott in einer Reihe von Kriegsfilmen, darunter die Hauptrolle in dem von Howard Hawks produzierten Korvette K 225 aus dem Jahr 1943.
Ab Mitte der 1940er-Jahre begann Scott sich mehr und mehr auf Westernfilme zu fokussieren. Er wurde schließlich zu einem „Archetyp der Film-Cowboys“ (Archetype of Movie Cowboys), wie es die Los Angeles Times in ihrem Nachruf formulierte. Den kommerziellen Höhepunkt seiner Karriere erreichte er zwischen 1950 und 1953, in diesen vier Jahren war er auf der offiziellen Liste der zehn an den Kinokassen erfolgreichsten Stars vertreten. Das minimalistische Schauspiel von Scott, das früher von Kritikern mitunter als steif kritisiert worden war, wurde nun in seinem zunehmenden Alter als Zeichen von Welterfahrenheit und Abgeklärtheit aufgefasst. Eine typische Randolph-Scott-Rolle war etwa in Abilene Town (1946) sein furchtloser Gesetzesvertreter, der in einer wilden Westernstadt für Ruhe sorgt. Er ließ sich auf keine längeren Studioverträge mehr ein, sondern gründete seine eigene Produktionsfirma und arbeitete mit dieser mit verschiedenen Studios zusammen, was sich als finanziell lukrativer für ihn erwies. Nach 1951 drehte er nur noch Western, zu dem seine Karriere prägenden Genre sagte Scott einmal: „Western sind die Art von Film, die jeder sehen und sich daran erfreuen kann.“
Von 1950 bis 1955 arbeitete er häufig mit Warner Brothers zusammen, wobei es zu sechs Zusammenarbeiten mit dem Regisseur André De Toth kam. Den künstlerischen Höhepunkt seiner Karriere erreichte er nach Ansicht vieler Kritiker mit seinen sieben Filmen, die er zwischen 1956 und 1960 mit dem Regisseur Budd Boetticher drehte. Bei den meisten dieser Filme schrieb Burt Kennedy das Drehbuch und Harry Joe Brown fungierte als Produzent. Die erste Scott-Boetticher-Zusammenarbeit Der Siebente ist dran zeigt Scott als Ex-Sheriff, der den Mord an seiner Ehefrau rächt und die sieben Täter der Reihe nach zur Strecke bringt. Die geradlinige, sparsame Inszenierung Boettichers und die dieser Inszenierung entsprechenden Schauspielerpersönlichkeit von Scott wurden etwa vom einflussreichen französischen Kritiker André Bazin gefeiert, der 1956 schrieb, Der Siebente ist dran sei der wohl beste Western, den er seit Kriegsende gesehen habe. Weitere Regisseure neben De Toth und Boetticher, mit denen Scott im Laufe seiner Karriere häufig gearbeitet hatte, waren Henry Hathaway (achtmal), Ray Enright (siebenmal) und Edwin L. Marin (siebenmal). 1962 spielte er unter Regie von Sam Peckinpah in dem Western Sacramento gemeinsam mit Joel McCrea, einem weiteren Alt-Veteran des Genres, zwei in die Jahre gekommene Westernhelden. Anschließend zog sich der inzwischen 64-jährige Scott aus dem Filmgeschäft zurück.
Große Filmpreise erhielt Scott im Laufe seiner Karriere nie, aber einen Stern auf dem Hollywood Walk of Fame. Seine herausragende Stellung als Western-Darsteller wurde von Mel Brooks 1974 in seinem Film Der wilde wilde Westen einer Persiflage unterzogen, was seine außerordentliche Bedeutung für das Genre des idealistisch-heroisch angelegten amerikanischen Western umso mehr unterstreicht. Im selben Jahr besangen die Statler Brothers ihn in ihrem Song Whatever Happened to Randolph Scott?.

### Privates
1936 heiratete er Marion DuPont aus der Milliardärsfamilie DuPont. Diese Ehe wurde drei Jahre später geschieden. 1944 heiratete er Patricia Stillman, diese Ehe hielt bis zu seinem Tod. Das Paar hatte zwei Adoptivkinder.
Randolph Scott starb 1987 im Alter von 89 Jahren in Beverly Hills, nachdem er in seinen letzten Lebensjahren unter Herzproblemen und mehreren Lungenentzündungen gelitten hatte. Er wurde auf dem Elmwood Cemetery in Charlotte, North Carolina, beigesetzt.
Um Scott hält sich das Gerücht, er habe in einer homosexuellen Beziehung zu seinem Schauspielerkollegen Cary Grant gestanden. Die beiden hatten rund zehn Jahre lang zusammengelebt. Begründet wurde diese Wohngemeinschaft mit der ausgeprägten Sparsamkeit beider, die zu dieser Zeit aber bereits große Stars und damit Großverdiener waren. Dieses Zusammenwohnen endete 1942, als Cary Grant die Woolworth-Erbin Barbara Hutton, damals die reichste Frau der Welt, heiratete.
Randolph Scott selbst wurde ebenfalls ein vermögender Mann, da er seine Filmgagen mit Weitsicht investierte und als einer der ersten Hollywood-Stars bereits in den 1940er-Jahren eine eigene Produktionsfirma gründete. Er soll auch erfolgreich an der Börse spekuliert haben und galt zum Zeitpunkt seines Rückzugs aus der Öffentlichkeit als einer der wohlhabendsten Hollywood-Schauspieler.

## Filmografie
- 1928: Sharp Shooters
- 1929: Weary River
- 1929: Dynamit (Dynamite)
- 1929: Der Mann aus Virginia (The Virginian)
- 1929: The Far Call
- 1929: Die schwarze Garde (The Black Watch)
- 1930: Dynamite
- 1931: Women Men Marry
- 1932: Hot Saturday
- 1932: Insel der verlorenen Seelen (Island of Lost Souls)
- 1932: Rettender Ruin (A Successful Calamity)
- 1932: Sky Bride
- 1932: Heritage of the Desert
- 1932: Wild Horse Mesa
- 1933: Broken Dreams
- 1933: To the Last Man
- 1933: Hello, Everybody!
- 1933: The Thundering Herd
- 1933: Panik im Zoo (Murders in the Zoo)
- 1933: Cocktail Hour
- 1933: Mädchenraub in Wildwest (Man of the Forest)
- 1933: Supernatural
- 1933: Flammenreiter (Sunset Pass)
- 1933: Buffalo Stampede
- 1934: Der brennende Strom (Wagon Wheels)
- 1934: Todeslegion (The Last Round-Up)
- 1935: Home on the Range
- 1935: Village Tale
- 1935: The Fighting Westerner
- 1935: Die Farm am Mississippi (So Red the Rose)
- 1935: She – Herrscherin einer versunkenen Welt (She)
- 1935: Roberta
- 1936: And Sudden Death
- 1936: Marine gegen Liebeskummer (Follow the Fleet)
- 1936: Der Letzte der Mohikaner (The Last of the Mohicans)
- 1936: Auf in den Westen (Go West, Young Man)
- 1937: High, Wide and Handsome
- 1938: Shirley auf Welle 303 (Rebecca of Sunnybrook Farm)
- 1938: The Road to Reno
- 1938: The Texans (Über die Grenze entkommen)
- 1939: Jesse James, Mann ohne Gesetz (Jesse James)
- 1939: Fräulein Winnetou (Susannah of the Mounties)
- 1939: Coast Guard
- 1939: Frontier Marshal
- 1939: 20,000 Men a Year
- 1940: Meine Lieblingsfrau (My Favorite Wife)
- 1940: Goldschmuggel nach Virginia (Virginia City)
- 1940: Bande der Fünf (When the Daltons Rode)
- 1941: Überfall der Ogalalla (Western Union)
- 1941: Paris Calling
- 1941: Belle Starr
- 1942: To the Shores of Tripoli
- 1942: Pittsburgh
- 1942: Die Freibeuterin (The Spoilers)
- 1943: Ohne Rücksicht auf Verluste (Bombardier)
- 1943: Korvette K 225 (Corvette K-225)
- 1943: Unternehmen Donnerschlag (Gung Ho!)
- 1943: Desperados – Aufruhr der Gesetzlosen (The Desperadoes)
- 1944: Follow the Boys
- 1944: Belle of the Yukon
- 1945: Am Himmel von China (China Sky)
- 1945: Unter schwarzer Flagge (Captain Kidd)
- 1946: Banditen ohne Maske (Abilene Town)
- 1946: Land der Banditen (Badman’s Territory)
- 1946: Home Sweet Homicide
- 1947: Christmas Eve
- 1947: Die Todesreiter von Kansas (Trail Street)
- 1947: Rächer ohne Waffen (Gunfighters)
- 1947: Der Rächer der Todesschlucht (Albuquerque)
- 1948: Der Schrecken von Texas (Return of the Bad Men)
- 1948: Abrechnung in Coroner Creek (Coroner Creek)
- 1949: Die Stadt der rauhen Männer (Fighting Man of the Plains)
- 1949: Canadian Pacific
- 1949: Treibsand (The Walking Hills)
- 1949: Banditen am Scheideweg (The Doolins of Oklahoma)
- 1950: Die Todesschlucht von Arizona (The Cariboo Trail)
- 1950: Der Nevada-Mann (The Nevadan)
- 1950: Das Geheimnis der schwarzen Bande (Colt.45)
- 1951: Unsichtbare Gegner (Santa Fe)
- 1951: Ein Fremder kam nach Arizona (Sugarfoot)
- 1951: Starlift
- 1951: Das letzte Fort (Fort Worth)
- 1951: Mann im Sattel (Man in the Saddle)
- 1952: Sabotage (Carson City)
- 1952: Der Rebell von Kalifornien (The Man Behind the Gun)
- 1952: Goldraub in Texas (Hangman’s Knot)
- 1953: Donnernde Hufe (Thunder over the Plains)
- 1953: Der schweigsame Fremde (The Stranger Wore a Gun)
- 1954: Rächer in Schwarz (Ten Wanted Men)
- 1954: Dieser Mann weiß zuviel (Riding Shotgun)
- 1954: Ritter der Prärie (The Bounty Hunter)
- 1955: Die Stadt der toten Seelen (Rage at Dawn)
- 1955: Der Teufel im Sattel (Tall Man Riding)
- 1955: Ein Mann wie der Teufel (A Lawless Street)
- 1956: Der Siebente ist dran (Seven Men from Now)
- 1956: Die 7. Kavallerie (Seventh Cavalry)
- 1957: Fahrkarte ins Jenseits (Decision at Sundown)
- 1957: Schußbereit (Shoot-Out at Medicine Bend)
- 1957: Um Kopf und Kragen (The Tall T)
- 1958: Sein Colt war schneller (Buchanan Rides Alone)
- 1959: Auf eigene Faust (Ride Lonesome)
- 1959: Messer an der Kehle (Westbound)
- 1960: Einer gibt nicht auf (Comanche Station)
- 1962: Sacramento (Ride the High Country)